# Jošavica (Vukosavlje, BiH)
Jošavica je naseljeno mjesto u sastavu općine Vukosavlje u Republici Srpskoj, u Bosni i Hercegovini. U selu se nalazi rijeka Jošavica.